# سیارک ۱۳۰۵۸
سیارک ۱۳۰۵۸ (به انگلیسی: 13058 Alfredstevens، نامگذاری:1990WN3) سیزده هزار و پنجاه و هشتمین سیارک کشف شده‌است که در ۱۹ نوامبر ۱۹۹۰ کشف شد.
قدر مطلق سیارک برابر ۱۵٫۵ است.